# Hololepta intersecta
Hololepta intersecta är en skalbaggsart som först beskrevs av Lewis 1904.  Hololepta intersecta ingår i släktet Hololepta och familjen stumpbaggar. Inga underarter finns listade i Catalogue of Life.